# International Superstar Soccer 3
International Superstar Soccer 3 est un jeu vidéo de football sorti en 2003 sur GameCube, PlayStation 2 et Windows.

## Équipes

### Équipes nationales
Le jeu compte une soixantaine d'équipes nationales:
Europe
- Allemagne
- Angleterre
- Autriche
- Belgique
- Bulgarie
- Croatie
- Danemark
- Écosse
- Espagne
- Finlande
- France
- Grèce
- Hongrie
- Irlande
- Israël
- Italie
- Norvège
- Pays-Bas
- Pays de Galles
- Portugal
- Roumanie
- Russie
- Suède
- Slovaquie
- Slovénie
- Suisse
- Tchéquie
- Turquie
- Ukraine
- Yougoslavie

Afrique
- Afrique du Sud
- Cameroun
- Maroc
- Nigeria
- Sénégal
- Tunisie

Amérique du Nord / Centrale
- Costa Rica
- États-Unis
- Honduras
- Jamaïque
- Mexique
- Trinité-et-Tobago

Amérique du Sud
- Argentine
- Brésil
- Chili
- Colombie
- Équateur
- Paraguay
- Pérou
- Uruguay

Asie / Océanie
- Australie
- Arabie Saoudite
- Corée du Sud
- Iran
- Japon

Équipes spéciales
- Mythes d'Allemagne
- Mythes d'Angleterre
- Legends d'Argentine
- Mythes du Brésil
- Legends d'Italie
- Legends des Pays-Bas
- Legends 90 (stars de la Coupe du Monde)
- Legends 94
- Legends 98

### Clubs
- Toutes les stars africaines All-European European All les stars asiatiques Toutes les stars américaines Gladius Team Clubs européens

Les clubs sont apparus pour la première fois dans la série International Superstar Soccer, mais avec des noms fictifs et des clubs virtuels intentionnels, comme suit:
- Allemagne: Isar; Rhin; Westfalen
- Angleterre: Alpes Pennines; Londres; Midport
- Espagne: Catalogne (Barcelone); Cibeles; Ibérique; San Anton
- France: Beaujolais; Picardie (Lille); Seine (Paris)
- Italie: Lombardie; Piémont (Juventus); Vatican

## Accueil
- Jeux vidéo Magazine : 7/20 (PS2)[1]
- Jeuxvideo.com : 15/20 (GC/PS2)[2] - 11/20 (PC)[3]